# 南郷家全
南郷 家全（なんごう かぜん、1977年3月22日 - ）は、岩手競馬盛岡競馬場の櫻田浩樹厩舎所属の騎手。
勝負服の柄は胴黒袖黒、赤縦三本縞、袖黄一本輪。岩手県盛岡市出身。血液型はAB型。

## 来歴
兄弟子に晴山幹也･元騎手。初騎乗日は1995年10月14日（リュージョージ・5着）、初勝利日はその翌日の1995年10月15日（アキツトライ・2戦目）であった。年間20 - 30勝台ながらも、1999年ビギナーズカップ（2歳特別）で特別初勝利、中央競馬での初騎乗も経験。2000年に通算100勝達成、2002年野菊賞（2歳重賞）でローマンキングで重賞初勝利。2005年には、岩手競馬のグランプリレースである桐花賞（OP重賞）をマツリダパレスとのコンビで制している。普段は目立たない騎手ではあるが、時々あっと驚く騎乗で大穴を開けることで知られる騎手である。
2016年2月22日付で、菅原勲厩舎から盛岡競馬場の城地俊光厩舎に移籍した。
2020年7月22日付で、城地俊光厩舎から盛岡競馬場の櫻田浩樹厩舎に移籍した。
2021年8月30日盛岡競馬場10Rをキャッスルシエルで1着となり、13193戦目で通算1000勝を達成した。

## 主な勝鞍（重賞競走）
- 2002年 野菊賞 ローマンキング
- 2002年 若駒賞 トキノシャトー
- 2005年 桐花賞 マツリダパレス
- 2007年 ひまわり賞 マツリダワルツ
- 2011年 ひまわり賞 アンダースポット
- 2012年 栗駒賞 コパノマユチャン
- 2013年 かきつばた賞 コスモプランタン
- 2013年 ビギナーズカップ ラブバレット
- 2014年 ヴィーナススプリント マイネヴァイザー
- 2015年 すずらん賞 ヴェリイブライト
- 2015年 桂樹杯 ボストンリョウマ